# あなたが選ぶ思い出の紅白・感動の紅白
『あなたが選ぶ思い出の紅白・感動の紅白』は、1999年 - 2008年まで12月29日に生放送されたNHK衛星第2テレビジョンの特別番組。

## 概略
毎年、『紅白歌合戦』を盛り上げるべく前々日（12月29日）に生放送で制作される前哨戦番組。6時間に渡り、ファックスやメールで視聴者から「もう一度見たいシーン」のリクエストを募り、紅白を彩った心に残る歌手たちの名場面を振り返る。アーカイブスに加えて、本番に向けて準備が進むNHKホールからの中継や初出場歌手に意気込みを聞くコーナーもある。
19:00の『NHKニュース』などを挟んで2部体制で放送していたが、最終回は1部体制で放送、また放送が進むにつれ、徐々に放送時間が縮小されていった。

## 放送リスト
| 回 | 年     | 放送時間（JST）                     |
| -- | ------ | ----------------------------------- |
| 1  | 1999年 | 水曜18:00 - 18:59 水曜19:30 - 23:00 |
| 2  | 2000年 | 金曜17:00 - 18:55 金曜19:30 - 22:00 |
| 3  | 2001年 | 土曜17:00 - 18:59 土曜19:30 - 23:00 |
| 4  | 2002年 | 日曜17:00 - 18:59 日曜19:20 - 23:00 |
| 5  | 2003年 | 月曜17:00 - 18:59 月曜19:30 - 23:00 |
| 6  | 2004年 | 水曜16:00 - 18:59 水曜19:30 - 22:00 |
| 7  | 2005年 | 木曜16:00 - 18:50 木曜19:30 - 21:00 |
| 8  | 2006年 | 金曜17:00 - 18:30 金曜19:30 - 21:00 |
| 9  | 2007年 | 土曜17:00 - 18:55 土曜19:30 - 21:00 |
| 10 | 2008年 | 月曜19:30 - 23:00                   |

## 出演

### 司会
- 阿部渉（1999年）
- 森下和哉（2000年）
- 高山哲哉（2001年、2008年）
- 宮本隆治（2002年 - 2006年）
  - 2008年はゲスト出演
- 塚原愛（2005年 - 2006年）
- 徳田章（2007年）
- 神田愛花（2007年）
- 黒崎めぐみ（2008年）

### 御意見番
- 水前寺清子
- コロッケ